# Pelexia cuculligera
Pelexia cuculligera är en orkidéart som först beskrevs av Heinrich Gustav Reichenbach och Johannes Eugen ius Bülow Warming, och fick sitt nu gällande namn av Rudolf Schlechter. Pelexia cuculligera ingår i släktet Pelexia och familjen orkidéer. Inga underarter finns listade i Catalogue of Life.